# 砂の上の植物群
『砂の上の植物群』（すなのうえのしょくぶつぐん）は、吉行淳之介による日本の長編小説である。『文学界』1963年1月号から1963年12月号に連載、翌1964年、文藝春秋新社から刊行。また同年、日活で映画化された。吉行の代表作の一つで、タイトルはパウル・クレーの抽象画『Flora on Sand』から借用したものである。

## あらすじ
伊木一郎は一つの推理小説を構想している。死病にかかった男が、自分の死後、貞淑な若い妻が別の男のものになることを考えて嫉妬にかられる。男は妻の体に一定の条件反射が起きるよう仕向けておき、自分の死後に妻の相手となる男を殺そうとする、という筋書きだが、肝心のトリックが思いつかないままでいた。
伊木の父親は画家で、放蕩のあげく34歳で早世したが、死後も伊木の運命を操っているかのようであった。伊木には妻と小学生の息子がいる。妻の江美子はかつて父の絵のモデルをしていた女である（伊木は父との関係を疑ってもいる）。伊木は以前定時制高校の教師をしていたが、教え子の女生徒が働く酒場へ何度か通ったことが人の噂になり、高校を辞めることになった。そして亡父の友人、山田の紹介で化粧品のセールスマンになっていた。
仕事帰りのある夜、港近くの公園にある展望塔で、伊木は真っ赤な口紅を付けた少女・津上明子に声をかける。明子は酒を飲もうと誘ってきた。スタンドバーで飲んだ後、二人は旅館へ行き関係を持つが、明子は処女だった。二度目に会ったとき、明子は伊木に奇妙な依頼をする。姉の京子を誘惑して、ひどい目に遭わせてほしいという。親はすでに亡くなっており、京子は酒場で働いて明子を高校に通わせている。明子には純潔を守るようにやかましく言う京子だが、店の客と旅館へ入っていくのを見てしまったのだという。
伊木は津上京子のいる酒場に通いはじめ、3日目にホテルに誘った。関係を重ねるうちに京子の被虐的な性癖がわかってくる。寝巻の紐で腕を強く縛ると、京子は歓びの声を上げた。
伊木は性の荒廃への斜面をすべり落ちてゆく。ある日、父が死ぬ前になじみの芸者に産ませた子がいることを山田から聞かされる。名前は「京子」で、今の消息はわからないという。年齢や出身地などの符合から、伊木は近親相姦の可能性を疑う。まさか、津上京子は父が死の直前に遺した凶器なのだろうか…。

## 映画

### キャスト
- 伊木一郎 - 仲谷昇
- 伊木江美子 - 島崎雪子
- 津上京子 - 稲野和子
- 津上明子 - 西尾三枝子
- 山田理髪師 - 信欣三
- 井村誠一 - 小池朝雄
- 花田光太郎 - 高橋昌也
- 木暮保子 - 福田公子
- 女将 - 岸輝子
- たおれる女 - 須田喜久代
- たおれる女の妹 - 雨宮節子
- バーテン - 浜口竜哉
- タワーの男 - 藤野宏
- タワーの女 - 有田双美子
- エレベーターガール - 葵真木子
- 警官 - 小柴隆
- 猫の女 - 谷川玲子

### スタッフ
- 監督：中平康
- 脚本：池田一朗、加藤彰、中平康
- 原作：吉行淳之介
- 企画：坂上静翁
- 撮影：山崎善弘
- 美術：大鶴泰弘
- 音楽：黛敏郎
- 録音：橋本文雄
- 照明：高島正博
- 編集：辻井正則
- スチル：斎藤耕一

## エピソード
- 明示されていないが本作の舞台は横浜で、伊木と明子が出会う展望塔は横浜マリンタワー（1961年竣工）である。なお、本作の連載第1回と最終回の部分はホテルニューグランドで執筆された[2]。
- 主人公の父親は、吉行の父で詩人の吉行エイスケがモデルである。奔放に生き、34歳で亡くなった父にはもう1人女の子がいたが、本作執筆の数年前に亡くなっていた（父の友人の小説家から亡くなったことを聞いた）。吉行は父親が死んだ年を超えてみて、「かなり年下の青年として」父を意識するようになり、「私にとってかなり厄介な存在だった亡父からの卒業論文の意味も含めて」本作を執筆したという[3]。
- 先行する短編「樹々は緑か」（『群像』1958年1月号）は本作との重複もあるが、主に伊木の高校教師時代を描いている。新潮文庫版『砂の上の植物群』等に収録されている。